# Carex rhizina
Carex rhizina là một loài thực vật có hoa trong họ Cói. Loài này được Blytt ex Lindblom mô tả khoa học đầu tiên năm 1839.